# Charge It to Me
Charge It to Me er en amerikansk stumfilm fra 1919 af Roy William Neill.

## Medvirkende
- Margarita Fischer som Winnie Davis
- Emory Johnson som Elmer Davis
- Augustus Phillips som Howard Weston
- Lafe McKee som Godfrey Hibbard
- Charles A. Post som Arche Gunn